# 3170 Dzhanibekov
3170 Dzhanibekov este un asteroid din centura principală, descoperit pe 24 septembrie 1979 de Nikolai Cernîh.